# Biserka Višnjić
Biserka Višnjić, hrvatska rukometašica, olimpijska pobjednica iz Los Angelesa 1984. i srebrna s Olimpijskih igara u Moskvi 1980.

## Klupska karijera
Rukometnu karijeru je započela u RK Ekonomist iz Trogira. Ekipa Ekonomista sacinjena je od igračica koje su pohađale isti razred ekonomske škole. U prvom razredu srednje škole osvojile su tadašnju republičku ligu u drugom razredu su se kvalificirali u drugu jugoslavensku ligu da bi u trećem razredu se plasirale u prvu saveznu ligu jugoslavije. Karijeru je 1971 godine nastavila u RK Trešnjevci iz Zagreba, s kojom 1982 godina osvaja prvi KUP IHF-a u kojem je bila najbolji igrač i strijelac. 1984 godine kada odlazi u Japan i igra za rukometni klub 'Omron' iz grada Kumamoto s kojom ekipom osvaja prvenstvo Japana. Nakon povratka iz Japana nastavlja igrati za RK Trešnjevku te 1989 godine odlazi igrati u Italiju i nastupa za RK 'Vitorio Veneto'. Nakon toga nastupa za RK 'Tiger' iz Palerma. Zahvaljujuci odlicnim igrama osvaja drugo mjesto prvenstva Italije te prvi puta u povijesti ženska ekipa s otoka Sicilije se plasira na jedno Europsko takmičenje. Klupsku karijeru zavrsava igrajuci za rukometni klub RK 'INA' Sisak 1993. 

## Reprezentativna karijera
Višnjić je bila član jugoslavenskih reprezentacija koje su nastupile na Olimpijadama 1984. i 1988. te su osvojile zlatnu i brončanu medalju, kao i na svjetskom prvenstvu 1986., gdje su osvojile zlato.